# 布替君
布替君（INN：Butidrine；商品名：Betabloc、Butidrate、Recetan）是一种与丙萘洛尔和普萘洛尔相关的 β 阻滞剂，于1960年代开发。与某些其他β受体阻滞剂类似，布替君也具有局部麻醉作用。